# Centre d'extermination nazi de Pirna-Sonnenstein

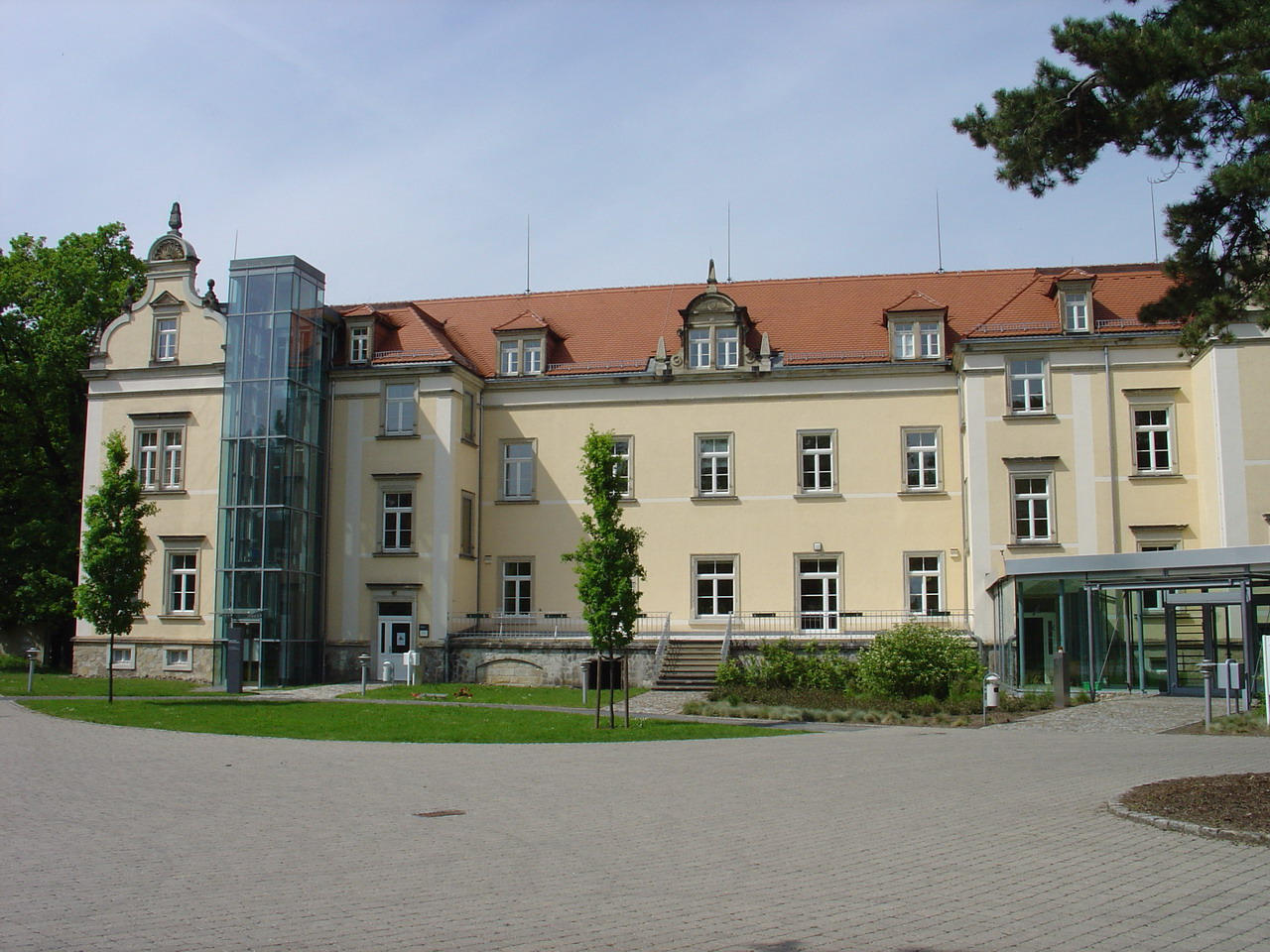
Le château de Sonnenstein, de nos jours un mémorial.

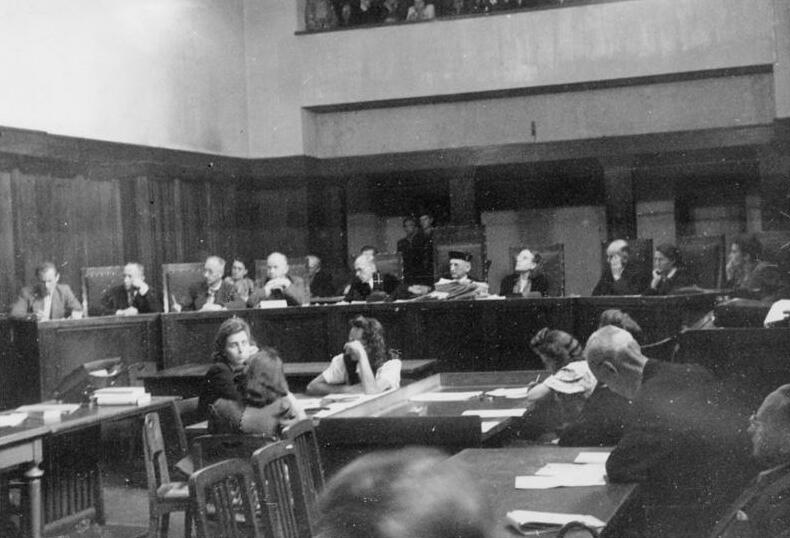
La salle d'audience, en 1947, lors du procès des médecins de Dresde, jugeant les crimes commis dans le centre d'extermination nazi de Pirna-Sonnenstein.

Le centre d'extermination nazi de Pirna-Sonnenstein était situé au château de Sonnenstein (de) à Pirna (Saxe) en Allemagne, où un hôpital existait déjà depuis 1811. Il est l'un des lieux qui a servi de cadre au programme Aktion T4, entre 1940 et 1941, et, jusqu'en 1942, au  Sonderbehandlung Aktion 14f13. Ces programmes ont mené à la mort environ 15 000 personnes handicapées et de détenus de camps de concentration. En juin 2000, le mémorial de Pirna-Sonnestein est inauguré. Une exposition permanente y est consacré depuis lors à la vie et à l'œuvre d'Elfriede Lohse-Wächtler, artiste-peintre avant-gardiste ; diagnostiquée schizophrène vers 1932 et internée ultérieurement dans cet établissement, elle y trouva la mort lors de l'application du programme Aktion T4.

## Histoire
Le château de Sonnenstein a été bâti peu après 1460 sur le site d'un ancien château médiéval. En 1811, le bâtiment a été érigé comme asile d'aliénés. Parmi sa clientèle connue y figura le juriste Daniel Paul Schreber, auteur autobiographique des Mémoires d'un névropathe. L'établissement a servi de modèle, en raison de ses méthodes thérapeutiques avancées, pour d'autres institutions à travers le monde. Des salles récréatives furent aménagées comme des billards et des salles de musique.
Du début de 1940 jusqu'à la fin de juin 1942, une partie du château fut modifiée comme centre euthanasique en faveur de la suppression des anormaux. Durant les travaux de réaménagement, une chambre à gaz et un crématoire ont été installés dans la cave des anciens sanitaires pour homme (bâtiment C 16). Son personnel se composait d'environ une centaine de personnes dont un tiers d'entre eux ont été réaffectées, à la fin de 1942, dans les camps d'extermination en Pologne occupée, en raison de leurs expériences acquises dans les tueries de masse.
Au cours du mois d'août à septembre 1942, le centre d'extermination de Pirna-Sonnenstein a été liquidé et ses infrastructures meurtrières démantelées et convoyées par train en direction de l'Europe de l'Est. À partir d'octobre 1942, le château a servi d'hôpital militaire.